# Josef Cohen
Josef Cohen (Deventer, 2 januari 1886 - Groningen, 12 juli 1965) was een Nederlandse schrijver van romans, novelles, gedichten, toneelstukken en hoorspellen. Tijdens zijn leven was hij een bekend schrijver. Vooral zijn bewerkingen van Nederlandse sagen en legenden waren in de jaren twintig en dertig van de twintigste eeuw erg succesvol. Hij was in Nederland een van de eerste auteurs die een detectiveroman en een hoorspel schreef.
Cohens werk is enkele keren bekroond maar hij werd als schrijver door de literatuurcritici van zijn tijd niet hoog gewaardeerd.
Hij heeft ook gepubliceerd onder de pseudoniemen Jitsgok ben Jangakauf en Jan Willem Bernou.

## Biografie

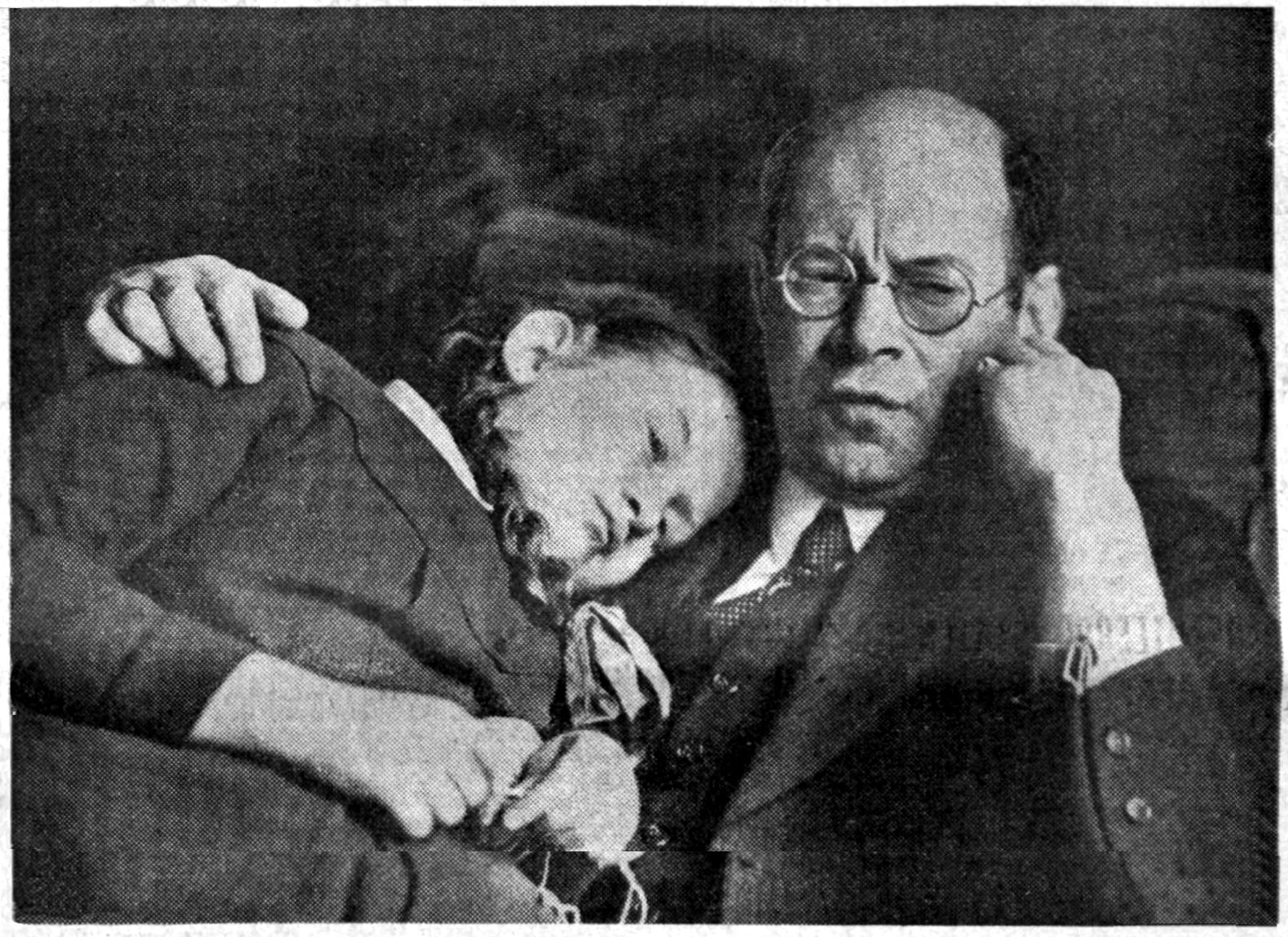
Josef Cohen en zijn dochter, voor wie hij altijd weer nieuwe sprookjes bedacht, 1935.

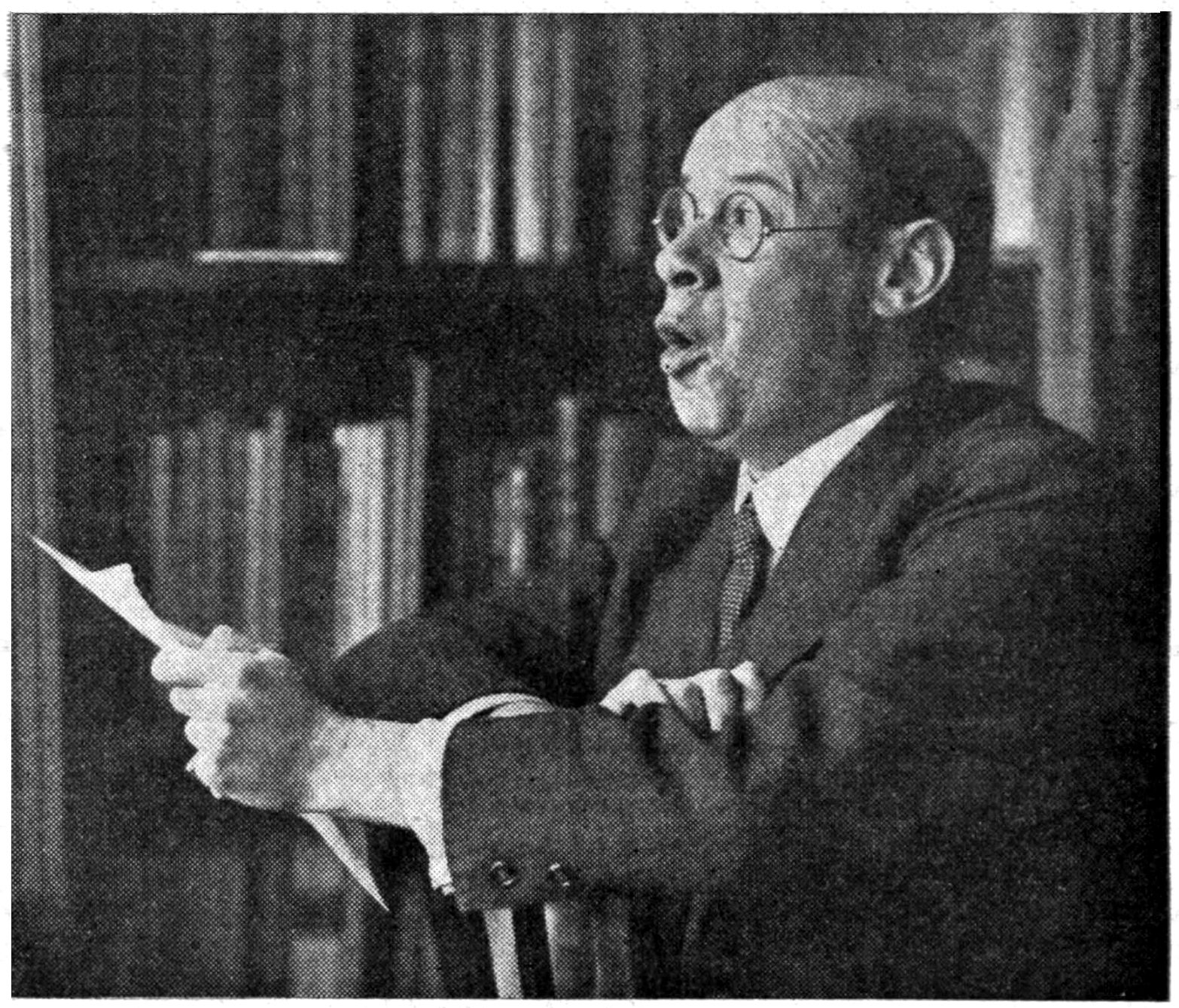
Josef Cohen oefende zich in het voordragen van verzen voor lezingen, 1935.

Josef Cohen werd geboren op 2 januari 1886 in Deventer als zoon van Hartog Cohen en Rebecca van Essen. Zijn vader had een meubelzaak en het gezin behoorde tot de redelijke gegoede middenstand. Het was een traditionele Joodse familie maar Cohen zette zich al in zijn jeugd af tegen de beperkingen die het geloof hem oplegde. David Cohen, tijdens de Tweede Wereldoorlog voorzitter van de Joodse Raad, was zijn oudste broer. Ru Cohen, oprichter van de Deventer Vereniging voor Palestinapioniers was een jongere broer.
Na de HBS studeerde hij Duitse taal en letterkunde in Göttingen. Vervolgens werd hij journalist bij De Telegraaf. In 1914 trouwde hij met Cornelia Maria Antoinette (Corry) van Hamersveld (1887-1964), een vrouw uit een hugenootse regentenfamilie. Dit gemengde huwelijk stuitte in beide families op verzet. Hetzelfde jaar werd hij directeur van de Openbare Leeszaal te Groningen. Het echtpaar kreeg drie kinderen; een doodgeboren dochter (1921), microbioloog en directeur van het RIVM Hans Herman (1923-2020) en tekstschrijfster Cornelia Riwka (1925-1976). 
Cohen was een invloedrijk man in het Groningse culturele leven en bezocht o.a. bijeenkomsten van de expressionistische kunstenaarsgroep 'De Ploeg'. In 1933 volgde hij Herman Poort op als literair criticus voor het socialistisch Volksblad voor Groningen en Drenthe. In 1938 trad hij toe tot de Nederlandse Hervormde Kerk.
Tijdens de Tweede Wereldoorlog was Cohen door zijn huwelijk met een niet-Joodse vrouw en zijn overgang naar het christendom enigszins tegen de Jodenvervolgingen beschermd. Hij verloor wel zijn baan en was een tijd geïnterneerd in een werkkamp in Havelte maar overleefde de oorlog. Drie van zijn broers en een aantal andere familieleden kwamen in concentratiekampen om het leven.
Na de oorlog kreeg Cohen tot zijn grote teleurstelling zijn functie als directeur bij de bibliotheek in Groningen niet terug; hij werkte er tot zijn pensionering in 1951 als bibliograaf. Hij overleed in 1965.

## Literair werk
Cohen debuteerde in 1905 als auteur onder het pseudoniem Jitsgok ben Jangakauf met Bar-Mitswo. Dit boekje gaat over de seksuele ontdekkingen van een jongen van dertien aan de vooravond van zijn bar mitswa. Bijna de hele oplage van het boek werd opgekocht en verbrand, vermoedelijk door een van Cohens oudere broers. Er zijn nog maar twee exemplaren van bekend.

In 1917 en 1920 publiceerde hij twee delen Nederlandse sagen en legenden. Deze hadden veel succes. Cohen hield tot na de Tweede Wereldoorlog regelmatig lezingen over de sagen en legenden die hij met verve en gevoel voor theater voordroeg. Zijn schrijfstijl in Nederlandse sagen en legenden doet nog denken aan de tachtigers, wat hem op kritiek kwam te staan omdat zijn tijdgenoten dit verouderd vonden. Mettertijd werd zijn stijl en toon minder gemanierd. Zijn gedichten waren begin jaren dertig enigszins expressionistisch, maar zijn toon werd gaandeweg steeds eenvoudiger. Cohen hanteerde in zijn poëzie meestal een vrije versvorm en had een afkeer van metrum en rijm, dit tegenstelling tot de dichters in de Forum- en Criteriumgroepen. De meeste van zijn gedichten zijn in eigen beheer uitgegeven.

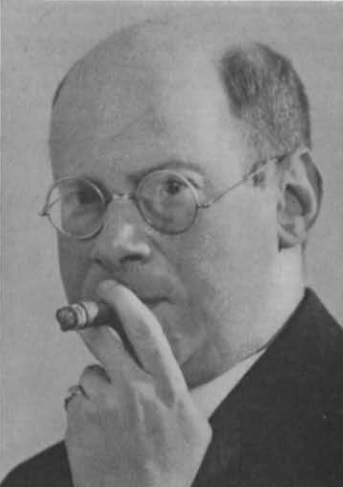

In zijn proza beperkte Cohen zich niet tot één bepaald genre. Hij schreef een Overijsselse streekroman (Het vervloekte geslacht, 1914), een van de vroegste Nederlandse detectives (De moord in het dennenbosch, 1926) en een groot aantal moderne en historische romans. Na de oorlog trok zijn driedelige romancyclus over de bezettingsjaren de aandacht (Mensen met sterren, 1946). Cohen was ook hoorspelauteur. Al in 1935 schreef hij in opdracht van de VARA het hoorspel Stem in de nacht.
De kwaliteit van Cohens werk varieerde. De critici waren vaak negatief over zijn werk of negeerden het. Men had ook moeite om hem in een bepaald genre of categorie te plaatsen. Hij wist echter in 1949 bij de anonieme Amsterdamse novelleprijsvraag met De tocht van de dronken man als winnaar uit de bus te komen. Deze novelle wordt gezien als een origineel en belangrijk literair werk. Dat geldt ook voor Wilt u rassenschennis, mijnheer?, een andere langere novelle die Cohen in de jaren vijftig schreef.
Zijn laatste gedichten publiceerde hij onder het pseudoniem Jan Willem Bernou.
De schrijver Ab Visser publiceerde een necrologie van Cohen in het Jaarboek van de Maatschappij der Nederlandsche Letterkunde waarin hij schreef ‘Met Josef Cohen is misschien niet een van de belangrijkste Nederlandse schrijvers heengegaan, maar wel een van de origineelsten’.

## Wetenswaardigheden
Anne Frank meldt op 12 juni 1942 in haar allereerste dagboekbijdrage dat zij De Nederlandsche sagen en legenden van Josef Cohen als verjaardagscadeau heeft gekregen.

## Prijzen en onderscheidingen
- 1939: Prijs van het Toneelfonds ‘Ons Leekenspel’ voor De eeuwige droom
- 1949: Prozaprijs van de gemeente Amsterdam voor De tocht van de dronken man
- 1954: Hendrik de Vriesprijs voor zijn gehele oeuvre.
- 1957: Eerste prijs in een hoorspelcompetitie van de Nederlandse Radio Unie en het Belgische Internationale Instituut voor Radio Omroepen voor Het staat op de muren
- 1962: Erelid van de Vereniging van Letterkundigen.

## Meer lezen
- Necrologie van Josef Cohen door Ab Visser.
- Josef Cohen (1886-1965). Levensbeschrijving op de site WieisWie in Overijssel
- Jitsgok ben Jangakauf, Bar-Mitswo (via archive.org). Levensbeschrijving en informatie over Cohens eerste publicatie.